# 존 레슬리

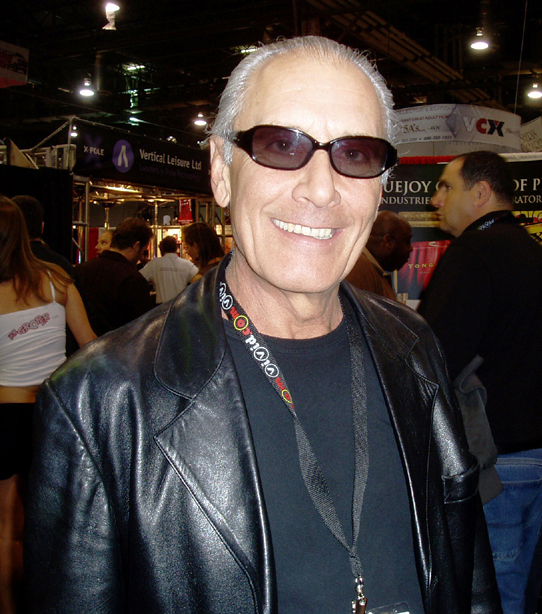

존 레슬리(John Leslie, 1945년 1월 25일 ~ 2010년 12월 5일)는 미국의 영화 감독, 포르노 배우, 각본가, 배우, 영화배우이다.
피츠버그에서 태어났으며 밀밸리에서 사망하였다. 사인은 심근 경색이다.

## 영화
- 테리 폭스의 희망 마라톤 (2005년)
- 여왕 세카를 찾아서 (2002년)
- 타부 4 (1985년)
- 더 프레이 (1984년)
- 비스타 밸리 PTA (1981년)